# 극제비갈매기

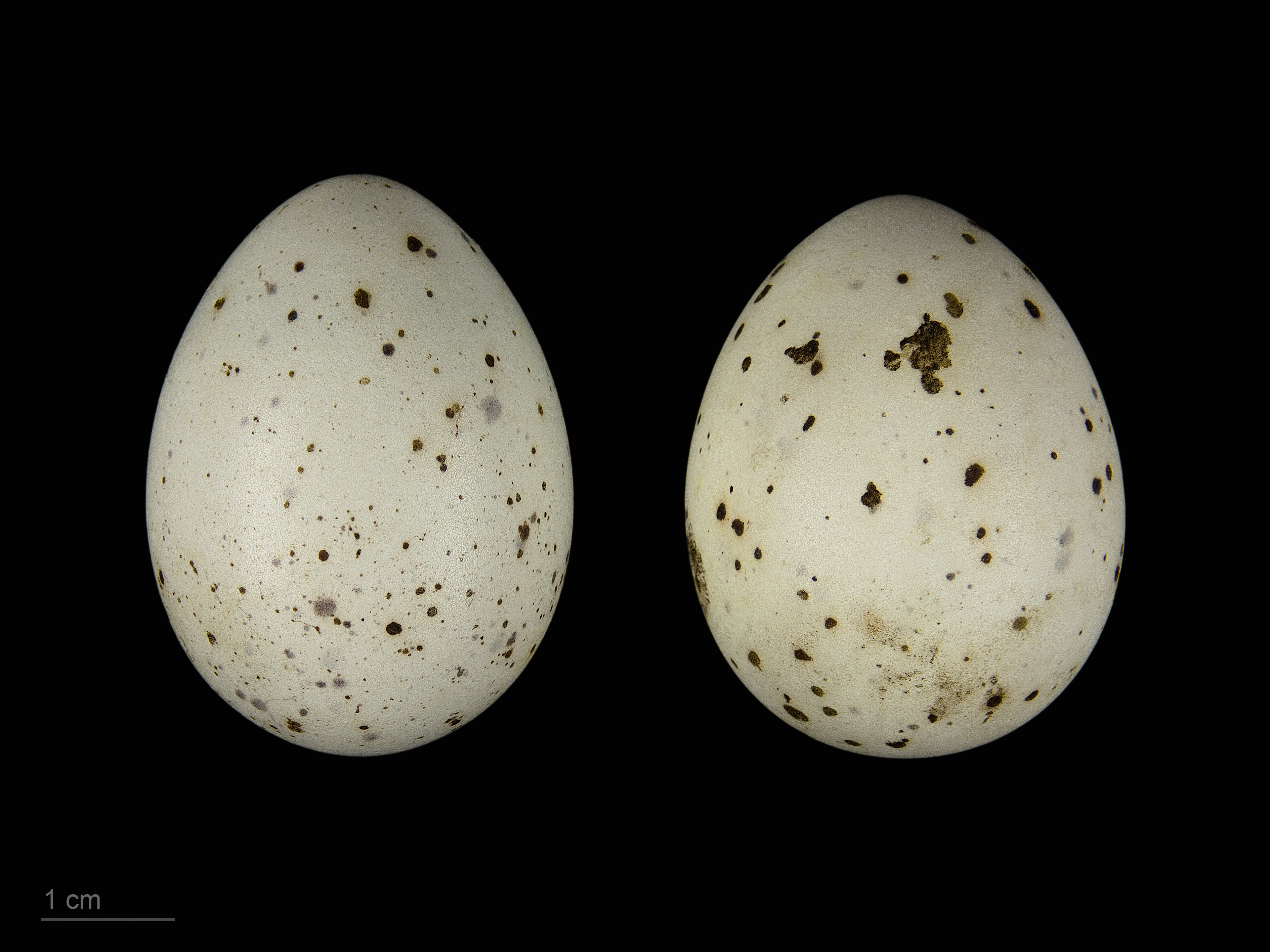
Sterna paradisaea

극제비갈매기(학명: Sterna paradisaea)는 제비갈매기과의 바다새이다. 북극과 유럽의 아(亞)북극 지역, 아시아, 북아메리카(남쪽으로 브리타니와 매사추세츠까지)를 아우르는 번식 분포를 가지고 있다. 이 종은 매우 강한 이동성을 보는데, 바람의 이동 경로를 따라 대양을 건너 북쪽의 번식지역에서 남극까지 이주했다가 돌아오는 까닭에 매년 두 번의 여름을 본다. 이 왕복 거리는 연간 약 70,900 km(c.44,300마일)에 육박한다. 이는 지금까지 알려진 그 어떤 동물들보다도 가장 긴 이동거리를 자랑한다. 극제비갈매기는 1~3(메이팅 사이클에 따라)년에 한번 둥지를 틀며, 번식이 한번 끝나면 다시 남쪽을 향한 긴 비행을 시작한다.
극제비갈매기는 33–39 cm(13-15인치)의 몸길이를 가지며 날개를 편 경우에는 76–85 cm (26-30인치)의 폭을 가진다. 이들은 대개 갈색과 흰색의 깃털을 가지고 있으며 붉은 부리와 발, 하얀 이마, 그리고 검은 목덜미와 볏, 흰 뺨을 가지고 있다.
극제비갈매기는 많은 개체들이 30년 정도의 상당히 긴 수명을 가지는 새이다. 이들은 주로 물고기나 작은 해양 무척추동물을 먹이로 삼는다. 이 종은 매우 풍부하며 약 백만 마리 정도의 개체가 있는 것으로 추정된다. 종의 개체들의 수의 증감의 경향은 아직 알려지지 않았으나, 과거의 개척 때문에 남쪽 서식지에서 이들의 개체는 줄어들고 있다.